# DDR-Fußball-Liga 1974/75
In der Saison 1974/75 gelangen der BSG Chemie Leipzig und der BSG Energie Cottbus der sofortige Wiederaufstieg in die DDR-Oberliga.

## Modus
Gespielt wurde in fünf Staffeln zu je 12 Mannschaften (regionale Gesichtspunkte). In einer Doppelrunde mit Hin- und Rückspiel wurden die Staffelsieger und drei Absteiger pro Staffel ermittelt. Die Staffelsieger ermittelten ebenfalls mit Hin- und Rückspiel in einer Aufstiegsrunde die zwei Oberligaaufsteiger.

## Staffel A

### Abschlusstabelle
| Pl. | Verein                         | Sp. | S  | U | N  | Tore    | Diff. | Punkte |
| --- | ------------------------------ | --- | -- | - | -- | ------- | ----- | ------ |
| 1.  | SG Dynamo Schwerin             | 22  | 15 | 3 | 4  | 054:270 | +27   | 33:11  |
| 2.  | BSG KKW Nord Greifswald        | 22  | 12 | 5 | 5  | 045:310 | +14   | 29:15  |
| 3.  | ASG Vorwärts Neubrandenburg    | 22  | 10 | 8 | 4  | 047:240 | +23   | 28:16  |
| 4.  | BSG CM Veritas Wittenberge     | 22  | 10 | 8 | 4  | 050:340 | +16   | 28:16  |
| 5.  | BSG Post Neubrandenburg        | 22  | 11 | 6 | 5  | 041:280 | +13   | 28:16  |
| 6.  | F.C. Hansa Rostock II *        | 22  | 9  | 5 | 8  | 039:260 | +13   | 23:21  |
| 7.  | TSG Wismar                     | 22  | 8  | 5 | 9  | 043:390 | +4    | 21:23  |
| 8.  | TSG Bau Rostock                | 22  | 6  | 7 | 9  | 028:310 | −3    | 19:25  |
| 9.  | BSG Schiffahrt/Hafen Rostock   | 22  | 6  | 7 | 9  | 031:460 | −15   | 19:25  |
| 10. | BSG Lokomotive Bergen (N)      | 22  | 4  | 8 | 10 | 027:380 | −11   | 16:28  |
| 11. | BSG Aufbau Boizenburg (N)      | 22  | 5  | 2 | 15 | 025:740 | −49   | 12:32  |
| 12. | BSG Verkehrsbetriebe Waren (N) | 22  | 2  | 4 | 16 | 020:520 | −32   | 08:36  |

| (A) | Absteiger aus der DDR-Oberliga 1973/74                                                                                 |
| (N) | Aufsteiger aus der Bezirksliga 1973/74                                                                                 |
| *   | Durch den Abstieg der ersten Mannschaft aus der Oberliga wurde die zweite Mannschaft in die Bezirksliga zurückgestuft. |

### Kreuztabelle
Die Kreuztabelle stellt die Ergebnisse aller Spiele dieser Saison dar. Die Heimmannschaft ist in der linken Spalte aufgelistet und die Gastmannschaft in der obersten Reihe.
| 1974/75 | 1974/75                      | SG Dynamo Schwerin | BSG KKW Nord Greifswald | ASG Vorwärts Neubrandenburg | BSG CM Veritas Wittenberge | BSG Post Neubrandenburg | kein Logo vom F.C. Hansa Rostock II vorhanden | TSG Wismar | TSG Bau Rostock | BSG Schiffahrt/Hafen Rostock | BSG Lokomotive Bergen | BSG Aufbau Boizenburg | BSG Verkehrsbetriebe Waren |
| ------- | ---------------------------- | ------------------ | ----------------------- | --------------------------- | -------------------------- | ----------------------- | --------------------------------------------- | ---------- | --------------- | ---------------------------- | --------------------- | --------------------- | -------------------------- |
| 01.     | SG Dynamo Schwerin           |                    | 2:2                     | 3:0                         | 2:1                        | 1:0                     | 1:0                                           | 2:1        | 5:0             | 2:1                          | 3:1                   | 04:1                  | 4:1                        |
| 02.     | BSG KKW Nord Greifswald      | 3:2                |                         | 2:2                         | 2:3                        | 4:2                     | 1:1                                           | 1:0        | 3:1             | 1:1                          | 1:2                   | 03:0                  | 5:0                        |
| 03.     | ASG Vorwärts Neubrandenburg  | 4:1                | 3:0                     |                             | 2:2                        | 1:1                     | [ A 1 ]                                       | 1:0        | 2:2             | 5:0                          | 0:2                   | 11:0                  | 2:1                        |
| 04.     | BSG CM Veritas Wittenberge   | 1:0                | 1:2                     | 1:1                         |                            | 3:4                     | 5:3                                           | 1:1        | 1:0             | 4:1                          | 2:1                   | 05:1                  | 2:0                        |
| 05.     | BSG Post Neubrandenburg      | 1:1                | 1:0                     | 1:1                         | 3:3                        |                         | 0:1                                           | 2:1        | 2:2             | 4:1                          | 4:0                   | 02:0                  | 3:1                        |
| 06.     | F.C. Hansa Rostock II        | 2:0                | 1:1                     | 0:4                         | 1:1                        | 0:1                     |                                               | 4:2        | 1:0             | 4:1                          | 4:1                   | 07:0                  | 5:1                        |
| 07.     | TSG Wismar                   | 2:3                | 4:0                     | 2:3                         | 1:1                        | 5:4                     | 2:1                                           |            | 1:2             | 1:0                          | 1:0                   | 07:2                  | 2:2                        |
| 08.     | TSG Bau Rostock              | 1:5                | 0:1                     | 1:0                         | 1:1                        | 0:2                     | 1:2                                           | 4:0        |                 | 0:0                          | 0:0                   | 05:0                  | 1:0                        |
| 09.     | BSG Schiffahrt/Hafen Rostock | 1:5                | 1:2                     | 1:1                         | 3:3                        | 2:0                     | 1:0                                           | 2:2        | 0:4             |                              | 2:2                   | 02:2                  | 4:0                        |
| 10.     | BSG Lokomotive Bergen        | 0:1                | 2:4                     | 1:1                         | 1:4                        | 0:0                     | 1:1                                           | 2:2        | 2:2             | 1:2                          |                       | 02:0                  | 2:2                        |
| 11.     | BSG Aufbau Boizenburg        | 2:5                | 1:5                     | 2:1                         | 3:2                        | 1:3                     | 1:1                                           | 2:3        | 2:0             | 1:2                          | 2:1                   |                       | 1:0                        |
| 12.     | BSG Verkehrsbetriebe Waren   | 2:2                | 1:2                     | 1:2                         | 1:3                        | 0:1                     | 1:0                                           | 0:3        | 1:1             | 2:3                          | 0:3                   | 03:1                  |                            |

1. ↑  ASG Vorwärts Neubrandenburg – F.C. Hansa Rostock II 1:2 (16. Spieltag); Wertung: 2:0 Punkte und 0:0 Tore für Neubrandenburg, bei Hansa II wirkte der Spieler Bernhard Zuch unberechtigt mit.

### Torschützenliste
|     | Spieler                | Verein                                                      | Tore    |
| --- | ---------------------- | ----------------------------------------------------------- | ------- |
| 01. | Michael Jendrusch      | BSG Post Neubrandenburg                                     | 23      |
| 02. | Reinhard Retzlaff      | BSG KKW Nord Greifswald                                     | 16      |
| 03. | Wolfgang Feige         | ASG Vorwärts Neubrandenburg                                 | 15      |
| 04. | Hans-Jürgen Pohl       | SG Dynamo Schwerin ASG Vorwärts Plauen (Staffel E) (4 Tore) | 13 (17) |
| 05. | Klaus Materna          | BSG CM Veritas Wittenberge                                  | 12      |
| 06. | Hans-Peter Sinn        | SG Dynamo Schwerin                                          | 11      |
| 07. | Hans-Jürgen Lüttjohann | TSG Wismar                                                  | 10      |
| 07. | Herbert Nekwapil       | BSG KKW Nord Greifswald                                     | 10      |
| 07. | Ulrich Schenk          | BSG Verkehrsbetriebe Waren                                  | 10      |

### Zuschauer
In 132 Spielen kamen 134.800 Zuschauer ({\displaystyle \varnothing } 1.021 pro Spiel) in die Stadien.
Größte Zuschauerkulisse
3.600  SG Dynamo Schwerin – BSG KKW Nord Greifswald (17. Sp.)
Niedrigste Zuschauerkulisse
50 F.C. Hansa Rostock II – BSG Lokomotive Bergen (19. Sp.)
| Mannschaft                   | Gesamt | {\displaystyle \varnothing } | Heim   | {\displaystyle \varnothing } | Ausw.  | {\displaystyle \varnothing } |
| ---------------------------- | ------ | ---------------------------- | ------ | ---------------------------- | ------ | ---------------------------- |
| SG Dynamo Schwerin           | 37.400 | 1.700                        | 21.750 | 1.977                        | 15.650 | 1.423                        |
| BSG KKW Nord Greifswald      | 27.800 | 1.264                        | 14.700 | 1.336                        | 13.100 | 1.191                        |
| ASG Vorwärts Neubrandenburg  | 19.400 | 0882                         | 07.600 | 0691                         | 11.800 | 1.073                        |
| BSG CM Veritas Wittenberge   | 31.360 | 1.425                        | 20.800 | 1.891                        | 10.560 | 0960                         |
| BSG Post Neubrandenburg      | 26.530 | 1.206                        | 14.200 | 1.291                        | 12.330 | 1.121                        |
| F.C. Hansa Rostock II        | 16.300 | 0741                         | 05.950 | 0541                         | 10.350 | 0941                         |
| TSG Wismar                   | 25.650 | 1.166                        | 13.800 | 1.255                        | 11.850 | 1.077                        |
| TSG Bau Rostock              | 15.550 | 0707                         | 06.000 | 0545                         | 09.550 | 0868                         |
| BSG Schiffahrt/Hafen Rostock | 13.650 | 0620                         | 04.000 | 0364                         | 09.650 | 0877                         |
| BSG Lokomotive Bergen        | 19.110 | 0869                         | 09.900 | 0900                         | 09.210 | 0837                         |
| BSG Aufbau Boizenburg        | 19.210 | 0873                         | 10.360 | 0942                         | 08.850 | 0805                         |
| BSG Verkehrsbetriebe Waren   | 17.640 | 0802                         | 05.740 | 0522                         | 11.900 | 1.082                        |

## Staffel B

### Abschlusstabelle
| Pl. | Verein                      | Sp. | S  | U | N  | Tore    | Diff. | Punkte |
| --- | --------------------------- | --- | -- | - | -- | ------- | ----- | ------ |
| 1.  | 1. FC Union Berlin          | 22  | 15 | 5 | 2  | 054:200 | +34   | 35:90  |
| 2.  | Berliner FC Dynamo II       | 22  | 11 | 7 | 4  | 038:220 | +16   | 29:15  |
| 3.  | BSG Stahl Eisenhüttenstadt  | 22  | 12 | 5 | 5  | 044:300 | +14   | 29:15  |
| 4.  | BSG Stahl Hennigsdorf       | 22  | 9  | 4 | 9  | 040:390 | +1    | 22:22  |
| 5.  | FC Vorwärts Frankfurt/O. II | 22  | 7  | 7 | 8  | 039:320 | +7    | 21:23  |
| 6.  | BSG Stahl Finow (N)         | 22  | 7  | 7 | 8  | 033:320 | +1    | 21:23  |
| 7.  | SG Dynamo Fürstenwalde      | 22  | 7  | 7 | 8  | 034:380 | −4    | 21:23  |
| 8.  | BSG EAB Lichtenberg 47      | 22  | 6  | 7 | 9  | 017:250 | −8    | 19:25  |
| 9.  | BSG Motor Babelsberg        | 22  | 8  | 3 | 11 | 030:450 | −15   | 19:25  |
| 10. | BSG Motor Ludwigsfelde (N)  | 22  | 7  | 3 | 12 | 032:450 | −13   | 17:27  |
| 11. | BSG NARVA Berlin (N)        | 22  | 6  | 5 | 11 | 018:350 | −17   | 17:27  |
| 12. | BSG Aufbau Schwedt          | 22  | 5  | 4 | 13 | 024:400 | −16   | 14:30  |

| (N) | Aufsteiger aus der Bezirksliga 1973/74 |

### Kreuztabelle
Die Kreuztabelle stellt die Ergebnisse aller Spiele dieser Saison dar. Die Heimmannschaft ist in der linken Spalte aufgelistet und die Gastmannschaft in der obersten Reihe.
| 1974/75 | 1974/75                     | kein Logo vom 1. FC Union Berlin vorhanden | BFC Dynamo II | BSG Stahl Eisenhüttenstadt | BSG Stahl Hennigsdorf | FC Vorwärts Frankfurt/O. II | BSG Stahl Finow | SG Dynamo Fürstenwalde | BSG EAB Lichtenberg 47 | BSG Motor Babelsberg | BSG Motor Ludwigsfelde | BSG NARVA Berlin | BSG Aufbau Schwedt |
| ------- | --------------------------- | ------------------------------------------ | ------------- | -------------------------- | --------------------- | --------------------------- | --------------- | ---------------------- | ---------------------- | -------------------- | ---------------------- | ---------------- | ------------------ |
| 01.     | 1. FC Union Berlin          |                                            | 3:2           | 3:1                        | 3:2                   | 4:1                         | 5:0             | 3:0                    | 1:0                    | 7:0                  | 1:0                    | 3:1              | 3:2                |
| 02.     | Berliner FC Dynamo II       | 2:1                                        |               | 1:1                        | 2:2                   | 3:2                         | 3:1             | 1:1                    | 0:0                    | 2:1                  | 3:2                    | 0:2              | 1:0                |
| 03.     | BSG Stahl Eisenhüttenstadt  | 2:2                                        | 2:1           |                            | 2:0                   | 1:1                         | 2:1             | 4:2                    | 3:4                    | 3:0                  | 1:0                    | 6:1              | 2:1                |
| 04.     | BSG Stahl Hennigsdorf       | 0:0                                        | [ B 1 ]       | 3:5                        |                       | 1:2                         | 3:3             | 5:0                    | 1:0                    | 1:4                  | 2:1                    | 7:0              | 2:1                |
| 05.     | FC Vorwärts Frankfurt/O. II | 0:2                                        | 0:0           | 2:1                        | 4:2                   |                             | 1:1             | 4:2                    | 0:0                    | 8:1                  | 5:1                    | 0:1              | 4:0                |
| 06.     | BSG Stahl Finow             | 2:4                                        | 1:1           | 2:0                        | 1:1                   | 3:1                         |                 | 2:1                    | 0:0                    | 0:1                  | 4:0                    | 1:1              | 1:1                |
| 07.     | SG Dynamo Fürstenwalde      | 2:1                                        | 1:1           | 2:2                        | 4:0                   | 4:1                         | 2:1             |                        | 5:1                    | 0:0                  | 1:2                    | 0:0              | 1:1                |
| 08.     | BSG EAB Lichtenberg 47      | 0:0                                        | 0:4           | 1:2                        | 0:2                   | 1:0                         | 0:1             | 1:1                    |                        | 2:0                  | 1:0                    | 1:1              | 3:0                |
| 09.     | BSG Motor Babelsberg        | 1:1                                        | 0:3           | 2:0                        | 3:1                   | 2:1                         | 1:2             | 0:2                    | 2:0                    |                      | 3:4                    | 3:0              | 3:2                |
| 10.     | BSG Motor Ludwigsfelde      | 2:2                                        | 2:4           | 0:2                        | 3:2                   | 1:1                         | 3:1             | 1:2                    | 0:0                    | 3:1                  |                        | 2:0              | 3:1                |
| 11.     | BSG NARVA Berlin            | 0:1                                        | 0:2           | 0:1                        | 1:2                   | 1:1                         | 1:0             | 1:0                    | 0:2                    | 1:1                  | 5:1                    |                  | 0:1                |
| 12.     | BSG Aufbau Schwedt          | 0:4                                        | 0:2           | 1:1                        | 0:1                   | 0:0                         | 0:5             | 6:1                    | 2:0                    | 3:1                  | 2:1                    | 0:1              |                    |

1. ↑  BSG Stahl Hennigsdorf – BFC Dynamo II 1:1 (10. Spieltag); Wertung: 2:0 Punkte und 0:0 Tore für Hennigsdorf, beim BFC II wirkte der Spieler Detlef Weber unberechtigt mit.

### Torschützenliste
|     | Spieler             | Verein                     | Tore |
| --- | ------------------- | -------------------------- | ---- |
| 01. | Michael Paschek     | 1. FC Union Berlin         | 19   |
| 02. | Hartwig Köpcke      | BSG Stahl Eisenhüttenstadt | 13   |
| 03. | Harald Köhle        | BSG Stahl Finow            | 12   |
| 04. | Wolfram Herlitschke | BSG Stahl Hennigsdorf      | 10   |
| 04. | Werner Seibt        | BSG Motor Babelsberg       | 10   |

### Zuschauer
Größte Zuschauerkulisse
7.000  BSG Stahl Eisenhüttenstadt – 1. FC Union Berlin (14. Sp.)
Niedrigste Zuschauerkulisse
150 BSG NARVA Berlin – FC Vorwärts Frankfurt/O. II (20. Sp.)

## Staffel C

### Abschlusstabelle
| Pl. | Verein                         | Sp. | S  | U  | N  | Tore    | Diff. | Punkte |
| --- | ------------------------------ | --- | -- | -- | -- | ------- | ----- | ------ |
| 1.  | BSG Chemie Leipzig (A)         | 22  | 17 | 3  | 2  | 057:160 | +41   | 37:70  |
| 2.  | SG Dynamo Eisleben (N)         | 22  | 9  | 10 | 3  | 045:310 | +14   | 28:16  |
| 3.  | BSG Chemie Buna Schkopau       | 22  | 11 | 3  | 8  | 039:300 | +9    | 25:19  |
| 4.  | ASG Vorwärts Dessau            | 22  | 8  | 9  | 5  | 032:290 | +3    | 25:19  |
| 5.  | BSG Chemie Böhlen              | 22  | 10 | 4  | 8  | 042:330 | +9    | 24:20  |
| 6.  | 1. FC Magdeburg II             | 22  | 9  | 5  | 8  | 035:290 | +6    | 23:21  |
| 7.  | BSG Lokomotive Stendal         | 22  | 10 | 3  | 9  | 027:300 | −3    | 23:21  |
| 8.  | BSG Stahl Brandenburg          | 22  | 10 | 2  | 10 | 035:250 | +10   | 22:22  |
| 9.  | BSG Stahl Blankenburg (N)      | 22  | 9  | 4  | 9  | 025:270 | −2    | 22:22  |
| 10. | 1. FC Lokomotive Leipzig II    | 22  | 7  | 6  | 9  | 032:370 | −5    | 20:24  |
| 11. | BSG Lokomotive Halberstadt     | 22  | 2  | 4  | 16 | 019:490 | −30   | 08:36  |
| 12. | BSG Lokomotive Leipzig-Ost (N) | 22  | 2  | 3  | 17 | 017:690 | −52   | 07:37  |

| (A) | Absteiger aus der DDR-Oberliga 1973/74 |
| (N) | Aufsteiger aus der Bezirksliga 1973/74 |

### Kreuztabelle
Die Kreuztabelle stellt die Ergebnisse aller Spiele dieser Saison dar. Die Heimmannschaft ist in der linken Spalte aufgelistet und die Gastmannschaft in der obersten Reihe.
| 1974/75 | 1974/75                     | BSG Chemie Leipzig | SG Dynamo Eisleben | BSG Chemie Buna Schkopau | ASG Vorwärts Dessau | BSG Chemie Böhlen | 1. FC Magdeburg II | BSG Lokomotive Stendal | BSG Stahl Brandenburg | BSG Stahl Blankenburg |     | kein Logo der BSG Lokomotive Halberstadt vorhanden | BSG Lokomotive Leipzig Ost |
| ------- | --------------------------- | ------------------ | ------------------ | ------------------------ | ------------------- | ----------------- | ------------------ | ---------------------- | --------------------- | --------------------- | --- | -------------------------------------------------- | -------------------------- |
| 01.     | BSG Chemie Leipzig          |                    | 4:2                | 1:0                      | 2:0                 | 4:1               | 3:1                | 2:1                    | 4:2                   | 6:0                   | 3:1 | 1:0                                                | 1:0                        |
| 02.     | SG Dynamo Eisleben          | 2:2                |                    | 1:1                      | 2:2                 | 2:1               | 2:2                | 3:2                    | 2:2                   | 2:1                   | 0:0 | 2:1                                                | 7:0                        |
| 03.     | BSG Chemie Buna Schkopau    | 0:2                | 2:0                |                          | 3:0                 | 0:0               | 2:0                | 5:1                    | 2:0                   | 2:1                   | 3:1 | 3:0                                                | [ C 1 ]                    |
| 04.     | ASG Vorwärts Dessau         | 0:0                | 2:2                | 2:1                      |                     | 1:1               | 1:3                | 1:1                    | 1:0                   | 2:0                   | 1:1 | 2:1                                                | 1:0                        |
| 05.     | BSG Chemie Böhlen           | 0:3                | 2:5                | 5:1                      | 3:2                 |                   | 2:1                | 1:0                    | 1:0                   | 2:1                   | 2:2 | 4:0                                                | 4:0                        |
| 06.     | 1. FC Magdeburg II          | 2:4                | 1:1                | 1:3                      | 1:1                 | 2:1               |                    | 3:0                    | 0:2                   | 1:0                   | 3:0 | 1:1                                                | 5:1                        |
| 07.     | BSG Lokomotive Stendal      | 0:0                | 2:0                | 1:0                      | 2:1                 | 2:1               | 2:0                |                        | 1:0                   | 1:0                   | 5:2 | 1:1                                                | 1:0                        |
| 08.     | BSG Stahl Brandenburg       | 1:0                | 1:3                | 4:1                      | 1:1                 | 2:1               | 0:1                | 3:0                    |                       | 0:1                   | 2:1 | 3:0                                                | 4:0                        |
| 09.     | BSG Stahl Blankenburg       | 2:1                | 1:1                | 2:0                      | 2:3                 | 0:0               | 0:0                | 3:1                    | 2:1                   |                       | 1:0 | 2:1                                                | 3:1                        |
| 10.     | 1. FC Lokomotive Leipzig II | 1:2                | 0:3                | 2:2                      | 1:2                 | 4:1               | 1:0                | 1:0                    | 2:1                   | 1:0                   |     | 4:0                                                | 1:1                        |
| 11.     | BSG Lokomotive Halberstadt  | 0:5                | 1:1                | 3:0                      | 0:4                 | 1:2               | 2:4                | 1:3                    | 0:3                   | 0:0                   | 2:3 |                                                    | 4:0                        |
| 12.     | BSG Lokomotive Leipzig-Ost  | 0:6                | 1:2                | 3:5                      | 2:2                 | 0:7               | 0:3                | 2:0                    | 1:3                   | 1:3                   | 3:3 | 1:0                                                |                            |

1. ↑  Beim Spiel Chemie Buna Schkopau – Lokomotive Leipzig-Ost 3:0 (9. Spieltag), hatte der Schiedsrichter Peter Sparwasser (Halberstadt) Spieler vom Spiel zurückgewiesen, weil sie nach seiner Meinung keine korrekte Spielberechtigung hatten. Der von Leipzig-Ost eingelegte Protest wurde von der Rechtskommission des DFV stattgeben, da für diese Spieler gültige Spielberechtigungen vorlagen. Das Spiel wurde neu angesetzt und endete wieder 3:0 für Buna Schkopau.

### Torschützenliste
|     | Spieler         | Verein                   | Tore |
| --- | --------------- | ------------------------ | ---- |
| 01. | Hartmut Pelka   | BSG Chemie Leipzig       | 18   |
| 02. | Jürgen Grzega   | SG Dynamo Eisleben       | 13   |
| 02. | Bernd Trunzer   | BSG Chemie Leipzig       | 13   |
| 04. | Peter Ozik      | BSG Stahl Brandenburg    | 12   |
| 05. | Günter Dobmeier | BSG Chemie Böhlen        | 11   |
| 05. | Bernhard Kopf   | BSG Chemie Buna Schkopau | 11   |

### Zuschauer
Größte Zuschauerkulisse
10.000  BSG Chemie Leipzig – BSG Chemie Böhlen (15. Sp.)
Niedrigste Zuschauerkulisse
100 1. FC Lokomotive Leipzig II – BSG Stahl Brandenburg (5. Sp.)
100 1. FC Lokomotive Leipzig II – 1. FC Magdeburg II (13. Sp.)

## Staffel D

### Abschlusstabelle
| Pl. | Verein                             | Sp. | S  | U  | N  | Tore    | Diff. | Punkte |
| --- | ---------------------------------- | --- | -- | -- | -- | ------- | ----- | ------ |
| 1.  | BSG Energie Cottbus (A)            | 22  | 13 | 8  | 1  | 050:210 | +29   | 34:10  |
| 2.  | FSV Lokomotive Dresden             | 22  | 13 | 4  | 5  | 038:250 | +13   | 30:14  |
| 3.  | SG Dynamo Dresden II               | 22  | 12 | 4  | 6  | 039:250 | +14   | 28:16  |
| 4.  | BSG Sachsenring Zwickau II         | 22  | 10 | 7  | 5  | 032:300 | +2    | 27:17  |
| 5.  | BSG Motor Werdau                   | 22  | 10 | 4  | 8  | 047:400 | +7    | 24:20  |
| 6.  | BSG Aktivist Schwarze Pumpe        | 22  | 6  | 10 | 6  | 030:270 | +3    | 22:22  |
| 7.  | TSG Gröditz                        | 22  | 8  | 5  | 9  | 037:280 | +9    | 21:23  |
| 8.  | BSG Wismut Aue II (N)              | 22  | 7  | 7  | 8  | 036:270 | +9    | 21:23  |
| 9.  | BSG Motor Bautzen (N)              | 22  | 6  | 8  | 8  | 021:280 | −7    | 20:24  |
| 10. | BSG Aktivist Brieske-Senftenberg   | 22  | 7  | 5  | 10 | 026:240 | +2    | 19:25  |
| 11. | BSG Lokomotive Cottbus (N)         | 22  | 3  | 5  | 14 | 023:520 | −29   | 11:33  |
| 12. | BSG Motor Germania Karl-Marx-Stadt | 22  | 2  | 3  | 17 | 013:650 | −52   | 07:37  |

| (A) | Absteiger aus der DDR-Oberliga 1973/74 |
| (N) | Aufsteiger aus der Bezirksliga 1973/74 |

### Kreuztabelle
Die Kreuztabelle stellt die Ergebnisse aller Spiele dieser Saison dar. Die Heimmannschaft ist in der linken Spalte aufgelistet und die Gastmannschaft in der obersten Reihe.
| 1974/75 | 1974/75                            | BSG Energie Cottbus | FSV Lokomotive Dresden | SG Dynamo Dresden II | BSG Sachsenring Zwickau II | BSG Motor Werdau | BSG Aktivist Schwarze Pumpe | TSG Gröditz | BSG Wismut Aue II | BSG Motor Bautzen | BSG Aktivist Brieske-Senftenberg | BSG Lokomotive Cottbus | BSG Motor Germania Karl-Marx-Stadt |
| ------- | ---------------------------------- | ------------------- | ---------------------- | -------------------- | -------------------------- | ---------------- | --------------------------- | ----------- | ----------------- | ----------------- | -------------------------------- | ---------------------- | ---------------------------------- |
| 01.     | BSG Energie Cottbus                |                     | 4:1                    | 1:1                  | 3:0                        | 1:1              | 1:1                         | 2:1         | 2:1               | 3:1               | 1:1                              | 4:1                    | 6:0                                |
| 02.     | FSV Lokomotive Dresden             | 3:1                 |                        | 0:2                  | 1:2                        | 3:0              | 3:2                         | 2:1         | 2:0               | 1:1               | 1:1                              | 0:0                    | 5:0                                |
| 03.     | SG Dynamo Dresden II               | 1:3                 | 1:2                    |                      | 4:0                        | 1:0              | 2:1                         | 0:1         | 3:2               | 1:1               | 2:1                              | 5:0                    | 6:0                                |
| 04.     | BSG Sachsenring Zwickau II         | 1:1                 | 2:1                    | 0:0                  |                            | 1:0              | 2:2                         | 3:0         | 1:0               | 1:1               | 3:1                              | 4:2                    | 2:1                                |
| 05.     | BSG Motor Werdau                   | 2:5                 | 2:3                    | 4:1                  | 0:1                        |                  | 5:4                         | 3:2         | 4:0               | 3:0               | 3:1                              | 4:2                    | 4:0                                |
| 06.     | BSG Aktivist Schwarze Pumpe        | 1:1                 | 2:0                    | 1:2                  | 3:0                        | 1:1              |                             | 1:1         | 2:1               | 2:1               | 0:0                              | 2:0                    | 1:0                                |
| 07.     | TSG Gröditz                        | 0:1                 | 1:2                    | 3:0                  | 1:1                        | 2:3              | 2:2                         |             | 2:1               | 3:0               | 2:0                              | 6:0                    | 1:0                                |
| 08.     | BSG Wismut Aue II                  | 2:2                 | 1:1                    | 4:0                  | 3:1                        | 3:0              | 1:1                         | 2:1         |                   | 0:1               | 1:0                              | 2:0                    | 8:0                                |
| 09.     | BSG Motor Bautzen                  | 0:0                 | 2:3                    | 0:1                  | 0:3                        | 2:2              | 1:0                         | 0:0         | 1:1               |                   | 3:1                              | 1:0                    | 2:0                                |
| 10.     | BSG Aktivist Brieske-Senftenberg   | 0:2                 | 0:1                    | 0:1                  | 4:0                        | 3:0              | 0:0                         | 3:0         | 1:0               | 0:0               |                                  | 3:1                    | 3:1                                |
| 11.     | BSG Lokomotive Cottbus             | 1:3                 | 0:2                    | 1:1                  | 0:3                        | 3:3              | 2:0                         | 1:1         | 1:1               | 2:3               | 2:0                              |                        | 1:2                                |
| 12.     | BSG Motor Germania Karl-Marx-Stadt | 1:3                 | 0:1                    | 0:4                  | 1:1                        | 1:3              | 1:1                         | 1:6         | 1:1               | 1:0               | 0:3                              | 2:3                    |                                    |

### Torschützenliste
|     | Spieler           | Verein                      | Tore |
| --- | ----------------- | --------------------------- | ---- |
| 01. | Erhard Gröger     | BSG Energie Cottbus         | 13   |
| 02. | Peter Brändel     | BSG Motor Werdau            | 9    |
| 02. | Klaus Grebasch    | BSG Energie Cottbus         | 9    |
| 02. | Kurt Hartung      | FSV Lokomotive Dresden      | 9    |
| 02. | Frank Stein       | BSG Wismut Aue II           | 9    |
| 02. | Reinhard Waschnik | BSG Aktivist Schwarze Pumpe | 9    |

### Zuschauer
In 132 Spielen kamen 162.800 Zuschauer ({\displaystyle \varnothing } 1.233 pro Spiel) in die Stadien.
Größte Zuschauerkulisse
5.000  BSG Motor Bautzen – BSG Aktivist Schwarze Pumpe (2. Sp.)
5.000  BSG Energie Cottbus – BSG Motor Bautzen (11. Sp.)
Niedrigste Zuschauerkulisse
100 BSG Motor Germania Karl-Marx-Stadt – BSG Wismut Aue II (Nachholspiel des 18. Sp.)
| Mannschaft                         | Gesamt | {\displaystyle \varnothing } | Heim   | {\displaystyle \varnothing } | Ausw.  | {\displaystyle \varnothing } |
| ---------------------------------- | ------ | ---------------------------- | ------ | ---------------------------- | ------ | ---------------------------- |
| BSG Energie Cottbus                | 51.800 | 2.355                        | 33.500 | 3.045                        | 18.300 | 1.664                        |
| FSV Lokomotive Dresden             | 21.350 | 0970                         | 8.600  | 0782                         | 12.750 | 1.159                        |
| SG Dynamo Dresden II               | 25.300 | 1.150                        | 10.600 | 0964                         | 14.700 | 1.336                        |
| BSG Sachsenring Zwickau II         | 13.700 | 0623                         | 03.600 | 0327                         | 10.100 | 0918                         |
| BSG Motor Werdau                   | 21.600 | 0982                         | 10.200 | 0927                         | 11.400 | 1.036                        |
| BSG Aktivist Schwarze Pumpe        | 33.650 | 1.530                        | 17.800 | 1.618                        | 15.850 | 1.441                        |
| TSG Gröditz                        | 19.650 | 0893                         | 08.300 | 0755                         | 11.350 | 1.032                        |
| BSG Wismut Aue II                  | 19.000 | 0864                         | 04.050 | 0368                         | 14.950 | 1.359                        |
| BSG Motor Bautzen                  | 47.500 | 2.159                        | 31.400 | 2.855                        | 16.100 | 1.464                        |
| BSG Aktivist Brieske-Senftenberg   | 31.900 | 1.450                        | 18.400 | 1.673                        | 13.500 | 1.227                        |
| BSG Lokomotive Cottbus             | 23.450 | 1.066                        | 11.600 | 1.055                        | 11.850 | 1.077                        |
| BSG Motor Germania Karl-Marx-Stadt | 16.700 | 0759                         | 04.750 | 0432                         | 11.950 | 1.086                        |

## Staffel E

### Abschlusstabelle
| Pl. | Verein                                | Sp. | S  | U | N  | Tore    | Diff. | Punkte |
| --- | ------------------------------------- | --- | -- | - | -- | ------- | ----- | ------ |
| 1.  | BSG Wismut Gera                       | 22  | 16 | 4 | 2  | 057:200 | +37   | 36:80  |
| 2.  | BSG Motor Suhl                        | 22  | 10 | 6 | 6  | 053:250 | +28   | 26:18  |
| 3.  | ASG Vorwärts Plauen                   | 22  | 11 | 4 | 7  | 048:320 | +16   | 26:18  |
| 4.  | FC Carl Zeiss Jena II                 | 22  | 9  | 8 | 5  | 036:270 | +9    | 26:18  |
| 5.  | BSG Motor Nordhausen-West             | 22  | 9  | 5 | 8  | 034:380 | −4    | 23:21  |
| 6.  | BSG Zentronik Sömmerda                | 22  | 6  | 9 | 7  | 028:270 | +1    | 21:23  |
| 7.  | BSG Chemie Zeitz                      | 22  | 6  | 9 | 7  | 030:340 | −4    | 21:23  |
| 8.  | BSG Motor Hermsdorf (N)               | 22  | 8  | 5 | 9  | 039:450 | −6    | 21:23  |
| 9.  | BSG Aktivist Kali Werra Tiefenort (N) | 22  | 8  | 4 | 10 | 032:360 | −4    | 20:24  |
| 10. | FC Rot-Weiß Erfurt II                 | 22  | 8  | 4 | 10 | 029:340 | −5    | 20:24  |
| 11. | BSG Motor Steinach                    | 22  | 4  | 5 | 13 | 029:680 | −39   | 13:31  |
| 12. | TSG Ruhla (N)                         | 22  | 3  | 5 | 14 | 020:490 | −29   | 11:33  |

| (N) | Aufsteiger aus der Bezirksliga 1973/74 |

### Kreuztabelle
Die Kreuztabelle stellt die Ergebnisse aller Spiele dieser Saison dar. Die Heimmannschaft ist in der linken Spalte aufgelistet und die Gastmannschaft in der obersten Reihe.
| 1974/75 | 1974/75                           | BSG Wismut Gera | BSG Motor Suhl | ASG Vorwärts Plauen | FC Carl Zeiss Jena II | BSG Motor Nordhausen-West | BSG Zentronik Sömmerda | BSG Chemie Zeitz | BSG Motor Hermsdorf |     | FC Rot-Weiß Erfurt II | BSG Motor Steinach | TSG Ruhla |
| ------- | --------------------------------- | --------------- | -------------- | ------------------- | --------------------- | ------------------------- | ---------------------- | ---------------- | ------------------- | --- | --------------------- | ------------------ | --------- |
| 01.     | BSG Wismut Gera                   |                 | 3:1            | 3:1                 | 3:2                   | 5:0                       | 1:0                    | 4:0              | 4:0                 | 2:0 | 3:1                   | 5:0                | 4:1       |
| 02.     | BSG Motor Suhl                    | 2:2             |                | 4:1                 | 5:2                   | 0:1                       | 1:1                    | 1:0              | 3:1                 | 1:2 | 5:0                   | 3:0                | 5:0       |
| 03.     | ASG Vorwärts Plauen               | 1:1             | 3:2            |                     | 3:0                   | 3:0                       | 2:2                    | 1:0              | 4:0                 | 1:0 | 2:1                   | 1:2                | 4:1       |
| 04.     | FC Carl Zeiss Jena II             | 1:1             | 1:0            | 2:0                 |                       | 2:1                       | 2:1                    | 0:0              | 1:1                 | 3:1 | 3:0                   | 6:0                | 0:1       |
| 05.     | BSG Motor Nordhausen-West         | 0:4             | 2:2            | 2:0                 | 0:1                   |                           | 2:2                    | 2:0              | 6:2                 | 2:2 | 1:0                   | 5:2                | 1:0       |
| 06.     | BSG Zentronik Sömmerda            | 2:3             | 1:1            | 1:0                 | 0:0                   | 0:1                       |                        | 1:1              | 1:1                 | 3:1 | 2:1                   | 3:1                | 3:1       |
| 07.     | BSG Chemie Zeitz                  | 2:1             | 1:1            | 1:1                 | 3:3                   | 0:0                       | 0:0                    |                  | 2:1                 | 2:0 | 1:1                   | 4:1                | 1:1       |
| 08.     | BSG Motor Hermsdorf               | 2:3             | 1:0            | 2:2                 | 3:3                   | 5:2                       | 1:3                    | 2:0              |                     | 2:1 | 2:0                   | 6:2                | 2:0       |
| 09.     | BSG Aktivist Kali Werra Tiefenort | 2:1             | 0:4            | 1:3                 | 1:1                   | 2:2                       | 4:1                    | 2:3              | 2:0                 |     | 2:1                   | 3:1                | 3:1       |
| 10.     | FC Rot-Weiß Erfurt II             | 1:1             | 1:3            | 3:2                 | 1:0                   | 2:3                       | 1:0                    | 5:0              | 1:1                 | 1:0 |                       | 3:1                | 1:0       |
| 11.     | BSG Motor Steinach                | 1:3             | 1:8            | 1:7                 | 1:1                   | 2:0                       | 2:1                    | 4:2              | 2:3                 | 1:1 | 2:2                   |                    | 0:0       |
| 12.     | TSG Ruhla                         | 0:1             | 1:1            | 3:6                 | 1:2                   | 2:1                       | 0:0                    | 2:7              | 3:1                 | 0:2 | 0:2                   | 2:2                |           |

### Torschützenliste
|     | Spieler        | Verein              | Tore |
| --- | -------------- | ------------------- | ---- |
| 01. | Gerd Struppert | BSG Wismut Gera     | 12   |
| 02. | Lothar Bach    | BSG Wismut Gera     | 11   |
| 02. | Lothar Stahl   | BSG Motor Hermsdorf | 11   |
| 04. | Erhard Mosert  | BSG Motor Suhl      | 10   |

### Zuschauer
Größte Zuschauerkulisse
3.000  ASG Vorwärts Plauen – FC Rot-Weiß Erfurt II (2. Sp.)
3.000  BSG Wismut Gera – FC Carl Zeiss Jena II (15. Sp.)
Niedrigste Zuschauerkulisse
50 FC Carl Zeiss Jena II – BSG Zentronik Sömmerda (Nachholspiel des 12. Sp.)

## Aufstiegsrunde

### Abschlusstabelle
| Pl. | Verein              | Sp. | S | U | N | Tore    | Diff. | Punkte |
| --- | ------------------- | --- | - | - | - | ------- | ----- | ------ |
| 1.  | BSG Chemie Leipzig  | 8   | 5 | 2 | 1 | 012:500 | +7    | 12:40  |
| 2.  | BSG Energie Cottbus | 8   | 4 | 1 | 3 | 015:100 | +5    | 09:70  |
| 3.  | BSG Wismut Gera     | 8   | 3 | 2 | 3 | 012:100 | +2    | 08:80  |
| 4.  | SG Dynamo Schwerin  | 8   | 3 | 1 | 4 | 008:150 | −7    | 07:90  |
| 5.  | 1. FC Union Berlin  | 8   | 1 | 2 | 5 | 010:170 | −7    | 04:12  |

### Kreuztabelle
Die Kreuztabelle stellt die Ergebnisse aller Spiele dieser Saison dar. Die Heimmannschaft ist in der linken Spalte aufgelistet und die Gastmannschaft in der obersten Reihe.
| 1974/75 | 1974/75             | BSG Chemie Leipzig | BSG Energie Cottbus | BSG Wismut Gera | SG Dynamo Schwerin | kein Logo vom 1. FC Union Berlin vorhanden |
| ------- | ------------------- | ------------------ | ------------------- | --------------- | ------------------ | ------------------------------------------ |
| 01.     | BSG Chemie Leipzig  |                    | 3:0                 | 1:2             | 1:0                | 2:0                                        |
| 02.     | BSG Energie Cottbus | 0:1                |                     | 2:0             | 5:1                | 2:0                                        |
| 03.     | BSG Wismut Gera     | 2:2                | 3:0                 |                 | 1:2                | 3:1                                        |
| 04.     | SG Dynamo Schwerin  | 0:1                | 1:1                 | 1:0             |                    | 1:5                                        |
| 05.     | 1. FC Union Berlin  | 1:1                | 1:5                 | 1:1             | 1:2                |                                            |

### Torschützenliste
|     | Spieler         | Verein              | Tore |
| --- | --------------- | ------------------- | ---- |
| 01. | Klaus Grebasch  | BSG Energie Cottbus | 5    |
| 02. | Joachim Sigusch | 1. FC Union Berlin  | 4    |
| 03. | Lothar Bach     | BSG Wismut Gera     | 3    |
| 03. | Gerd Struppert  | BSG Wismut Gera     | 3    |
| 03. | Bernd Trunzer   | BSG Chemie Leipzig  | 3    |

### Zuschauer
In 20 Spielen kamen 198.800 Zuschauer ({\displaystyle \varnothing } 9.940 pro Spiel) in die Stadien.
Größte Zuschauerkulisse
18.000 BSG Chemie Leipzig – SG Dynamo Schwerin (3. Sp.)
18.000 BSG Chemie Leipzig – BSG Wismut Gera (5. Sp.)
Niedrigste Zuschauerkulisse
1.300 1. FC Union Berlin – SG Dynamo Schwerin (10. Sp.)
| Mannschaft          | Gesamt   | {\displaystyle \varnothing } | Heim   | {\displaystyle \varnothing } | Ausw.  | {\displaystyle \varnothing } |
| ------------------- | -------- | ---------------------------- | ------ | ---------------------------- | ------ | ---------------------------- |
| BSG Chemie Leipzig  | 104.5000 | 13.0620                      | 65.000 | 16.2500                      | 39.500 | 9.875                        |
| BSG Energie Cottbus | 72.500   | 9.062                        | 42.500 | 10.6250                      | 30.000 | 7.500                        |
| BSG Wismut Gera     | 86.500   | 10.8120                      | 36.500 | 9.125                        | 50.000 | 12.5000                      |
| SG Dynamo Schwerin  | 59.800   | 7.475                        | 27.500 | 6.875                        | 32.300 | 8.075                        |
| 1. FC Union Berlin  | 74.300   | 9.287                        | 27.300 | 6.825                        | 47.000 | 11.7500                      |

## Aufsteiger
| 1. | BSG Chemie Leipzig |
| | Siegfried Stötzner (15 Spiele / Tore –) Volker Trojan (30/–) Wolfgang Lischke (29/1), Ulrich Rothe (24/2), Gerhard Brümmer (29/–) Bernd Flor (21/1), Otto Skrowny (24/9), Fritz Weniger (26/4) Michael Meyer (29/6), Bernd Trunzer (27/16), Hartmut Pelka (29/20) Trainer: Karl Schäffner |
| außerdem: Hans Hofmann (Tor 8/–), Reinhard Menzel (Tor 8/–); Roland Merkel (4/–), Hendrik Schulz (2/–); Frank Baum (17/3), Manfred Graul (7/1), Matthias Kobler (6/–), Bernd Saupe (3/–), Friedhelm Schneider (3/1), Dieter Scherbarth (16/2); Bernd Hubert (5/2). dazu ein Eigentor von Riedel (Chemie Böhlen) | |

| 2. | BSG Energie Cottbus |
| | Andreas Wendt (24 Spiele / Tore –) Fritz Bohla (28/4) Lutz-Michael Häder (30/3), Hans-Joachim Prinz (19/1) , Lothar Schulz (22/5) Siegfried Wünsch (20/1), Karl-Heinz Becker (26/5), Klaus Grebasch (28/14) Robert Reiß (25/4), Erhard Gröger (26/13), Lothar Lehmann (21/6) Trainer: Manfred Kupferschmied |
| außerdem: Siegfried Franz (Tor 5/–), Volker Ziegenhagen (Tor 1/–); Manfred Duchrow (12/–), Wolfgang Lehmann (1/–), Hans-Joachim Wank (17/–), Werner Wehner (5/–); Bernd Deutschmann (12/1), Joachim Helas (11/1), Bernd Müller (5/–), Detlef Ullrich (1/–); Klaus Hübner (11/–), Uwe Jank (9/–), Bernd Mudra (7/2), Gert Rengers (6/1), Bernd Zielinski (3/1). dazu je ein Eigentor von Sperlich (Dynamo Schwerin) und Posselt (Wismut Gera) | |